# Javier Ibarra
Javier Eduardo Ibarra de la Rosa, (6 de febrero de 1998) es un futbolista mexicano. Se desempeña como mediocampista ofensivo y su equipo actual es el Atlante F.C. de la Liga de Expansión MX.

## Trayectoria

### Club de Fútbol Monterrey
El 20 de enero de 2016 debuta como profesional con el Monterrey en la derrota ante el Atlético de San Luis por 0-1, entrando al minuto 76. Su debut quedaría marcado por la imagen de su eufórico padre saltando de emoción en las gradas del Estadio BBVA.
En 2019 se trasladó a Quintana Roo para jugar con el Atlante Fútbol Club. Con «los potros de hierro» jugaría el Apertura 2019 y el Clausura 2020.

### Querétaro Fútbol Club
En julio de 2020 se anunció que se unió al Querétaro Fútbol Club para el Guard1anes 2020. Juega su primer partido entrando al 71' en sustitución de Kevin Escamilla en la derrota 3-2 ante el Club Universidad Nacional, correspondiente a la jornada 1.

## Estadísticas

### Clubes
Actualizado al último partido jugado el 21 de mayo de 2023.
| C. F. Monterrey · México          | 1.ª                 | 2015-16             | 0  | 0 | 1 | 0 | - | - | 1  | 0 | 0.00 |
| C. F. Monterrey · México          | Total               | Total               | 0  | 0 | 1 | 0 | 0 | 0 | 1  | 0 | 0.00 |
| Atlante F. C. · México            | 2.ª                 | 2019-20             | 23 | 0 | 1 | 0 | - | - | 24 | 0 | 0.00 |
| Atlante F. C. · México            | Total               | Total               | 23 | 0 | 1 | 0 | 0 | 0 | 24 | 0 | 0.00 |
| Querétaro F. C. · México          | 1.ª                 | 2020-21             | 8  | 0 | - | - | - | - | 8  | 0 | 0.00 |
| Querétaro F. C. · México          | Total               | Total               | 8  | 0 | 0 | 0 | 0 | 0 | 8  | 0 | 0.00 |
| A. Morelia · México               | 2.ª                 | 2021-22             | 35 | 5 | - | - | - | - | 35 | 5 | 0.14 |
| A. Morelia · México               | 2.ª                 | 2022-23             | 23 | 1 | - | - | - | - | 23 | 1 | 0.04 |
| A. Morelia · México               | Total               | Total               | 58 | 6 | 0 | 0 | 0 | 0 | 58 | 6 | 0.10 |
| Total en su carrera               | Total en su carrera | Total en su carrera | 89 | 6 | 2 | 0 | 0 | 0 | 91 | 6 | 0.07 |
| (1) Incluye datos de Copa México. |                     |                     |    |   |   |   |   |   |    |   |      |

## Palmarés

### Títulos nacionales
| Título               | Club             | País   | Año  |
| -------------------- | ---------------- | ------ | ---- |
| Liga de Expansión MX | Atlético Morelia | México | 2022 |